# Mother Superior
Mother Superior é uma banda de rock formada em Los Angeles, Estados Unidos. A formação da banda conta com Jim Wilson (guitarrista e vocalista), Marcus Blake (baixista) e Matt Tecu (baterista).
Além de tocar ao vivo com a já extinta Rollins Band e Daniel Lanois, o produtor do U2, eles já trabalharam também com artistas como Daniel Lanois, Henry Rollins, Tony Visconti, Alice Cooper, Meat Loaf, Emmylou Harris, Sparks, Anthrax, Wayne Kramer, Lemmy Kilmister, George Clinton, Iggy Pop e Queens of the Stone Age. Foi no decorrer dos anos que eles conseguiram respeito com esses grandes artistas.
De forma totalmente independente, eles lançaram oito álbuns de estúdio.

## Discografia
| Ano de Lançamento | Título                    | Gravadora          | Nota                                                       |
| 1993              | Right in a Row            | Não tem            | Eles produziram as próprias músicas. São 8 no total.       |
| 1996              | The Heavy Soul Experience | Top Beat Records   |                                                            |
| 1997              | Kaleidescope              | Top Beat Records   |                                                            |
| 1998              | Deep                      | Top Beat Records   | A versão japonesa (de 1999) foi lançada pela Crown Records |
| 2001              | Mother Superior           | Triple X Records   |                                                            |
| 2002              | Sin                       | Muscletone Records |                                                            |
| 2004              | 13 Violets                | Top Beat Records   |                                                            |
| 2005              | Moanin                    | Bad Reputation     | O baterista Matt Tecu junta-se ao grupo.                   |
| 2007              | Three Headed Dog          | Rosa Records       |                                                            |
| 2008              | Grande                    |                    |                                                            |